# 7215 Жерард
7215 Жерард (7215 Gerhard) — астероїд головного поясу, відкритий 16 березня 1977 року.
Тіссеранів параметр щодо Юпітера — 3,090.